# Santa Eufemia (Spanyolország)
Santa Eufemia település Spanyolországban, Córdoba tartományban. Santa Eufemia Guadalmez, Chillón, Alamillo, Almodóvar del Campo, Dos Torres és El Viso községekkel határos. Lakosainak száma 710 fő (2024).

## Népesség
A település népessége az elmúlt években az alábbi módon változott:
| Lakosok száma | 1125 | 1036 | 998  | 959  | 945  | 893  | 822  | 755  | 747  | 710  |
|               | 2001 | 2004 | 2006 | 2009 | 2011 | 2014 | 2016 | 2019 | 2021 | 2024 |